# Orcus Patera

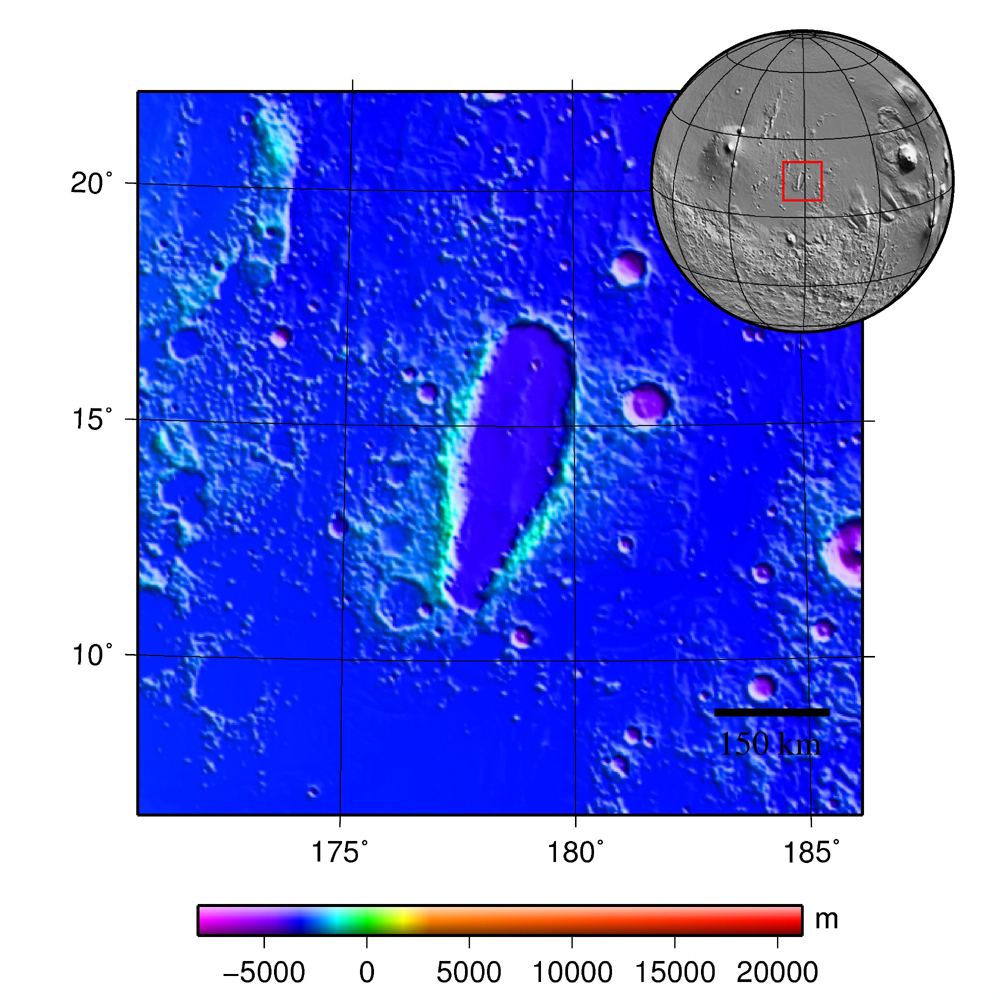
Orcus Pantera e sua localização no planeta Marte

Orcus Patera é uma cratera irregular do planeta Marte. A forma da cratera não é circular como normalmente deveria ser, mas elíptica medindo 380 por 140 km. Em 2010 o Orbitador Mars Express, tirou fotografias detalhadas da depressão. Acredita-se que Orcus Patera foi formada a da colisão de algum objeto de forma obliqua, com ângulo de menos de 5 graus com relação ao horizonte.